# Axel Bauer (Musiker)

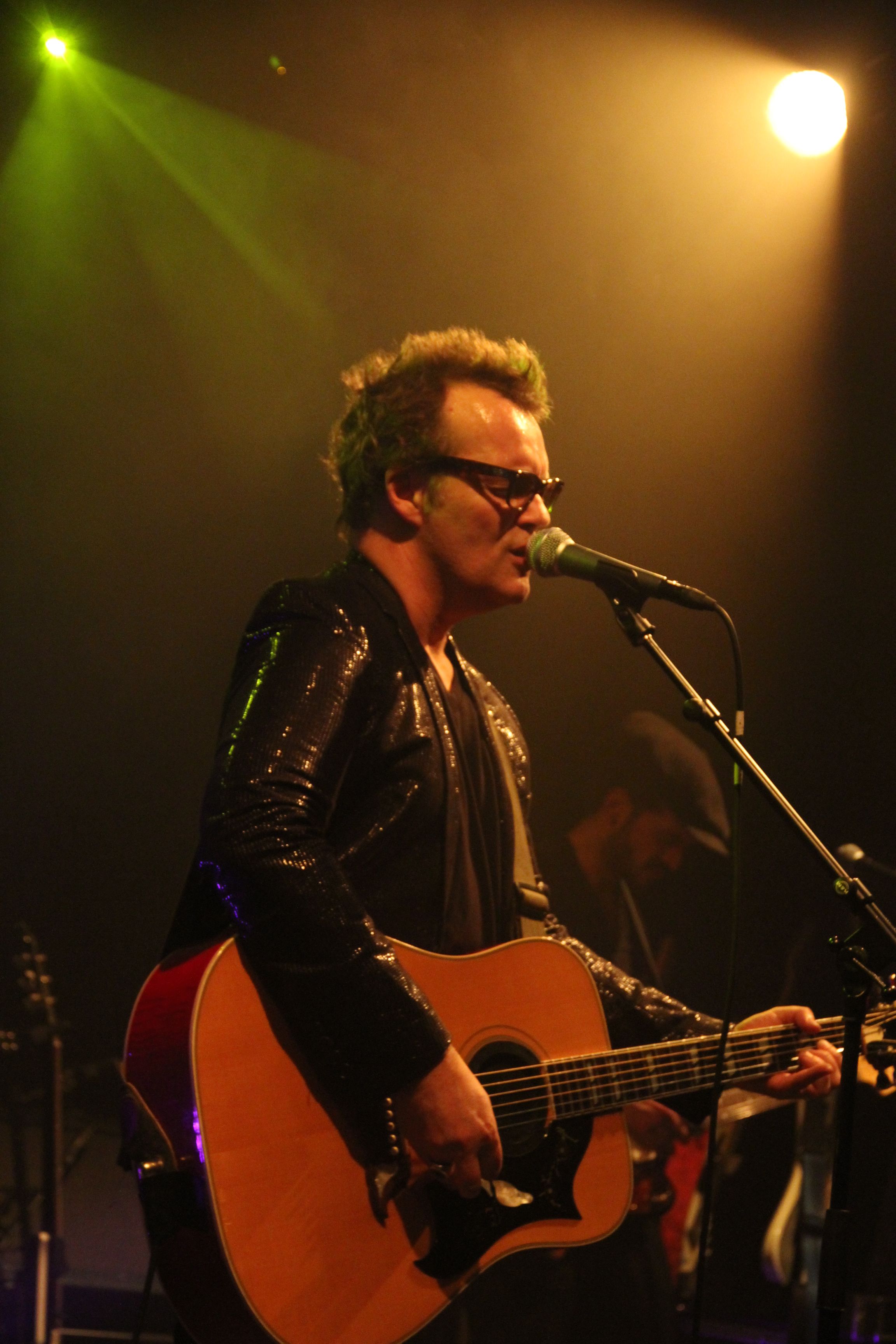
Axel Bauer

Axel Bauer (* 7. April 1961 in Paris) ist ein französischer Sänger und Gitarrist. Bekanntheit erregte durch die Titel Cargo und À ma place. Das Video zu Cargo war der erste französischsprachige Titel, der auf MTV gespielt wurde.

## Leben und Werk
Bauer hatte eine Nebenrolle in dem Film Querelle von Rainer Werner Fassbinder. Nach Erscheinen des Films wurde sein Titel Cargo veröffentlicht. Das Video wurde von Jean-Baptiste Mondino im Stile von Querelle inszeniert und war in Frankreich ein großer Erfolg (700.000 Exemplare wurden verkauft). Das Video gilt als Klassiker der französischsprachigen Musik. Roger Daltrey veröffentlichte ein Cover von Cargo.
Mit der Sängerin Zazie veröffentlichte Bauer 2001 den Titel À ma place. Der Titel wurde 430.000 mal verkauft und erreichte eine Goldene Schallplatte.

## Diskografie

### Studioalben
| Jahr | Titel                  | Höchstplatzierung, Gesamtwochen, AuszeichnungChartplatzierungen (Jahr, Titel, Platzierungen, Wochen, Auszeichnungen, Anmerkungen) | Höchstplatzierung, Gesamtwochen, AuszeichnungChartplatzierungen (Jahr, Titel, Platzierungen, Wochen, Auszeichnungen, Anmerkungen) | Höchstplatzierung, Gesamtwochen, AuszeichnungChartplatzierungen (Jahr, Titel, Platzierungen, Wochen, Auszeichnungen, Anmerkungen) | Anmerkungen |
| Jahr | Titel                  | FR | BEW | CH | Anmerkungen |
| ---- | ---------------------- | --- | --- | --- | ----------- |
| 2001 | Personne n’est parfait | FR19 (40 Wo.)FR | — | — | Mercury     |
| 2006 | Bad Cowboy             | FR79 (8 Wo.)FR | — | — | Polydor     |
| 2013 | Peaux de serpents      | FR104 (3 Wo.)FR | BEW64 (7 Wo.)BEW | — |             |
| 2022 | Radio Londres          | FR46 (3 Wo.)FR | BEW32 (2 Wo.)BEW | — |             |

Weitere Studioalben
- Les Nouveaux Seigneurs (1987, EMI)
- Sentinelles (1990, Mercury)
- Simple Mortel (1998, Mercury)

### Kompilationen
| Jahr | Titel           | Höchstplatzierung, Gesamtwochen, AuszeichnungChartplatzierungen (Jahr, Titel, Platzierungen, Wochen, Auszeichnungen, Anmerkungen) | Höchstplatzierung, Gesamtwochen, AuszeichnungChartplatzierungen (Jahr, Titel, Platzierungen, Wochen, Auszeichnungen, Anmerkungen) | Höchstplatzierung, Gesamtwochen, AuszeichnungChartplatzierungen (Jahr, Titel, Platzierungen, Wochen, Auszeichnungen, Anmerkungen) | Anmerkungen |
| Jahr | Titel           | FR | BEW | CH | Anmerkungen |
| ---- | --------------- | --- | --- | --- | ----------- |
| 2003 | La désintégrale | FR34 (1 Wo.)FR | — | CH94 (2 Wo.)CH |             |

### Singles
| Jahr | Titel Album                       | Höchstplatzierung, Gesamtwochen, AuszeichnungChartplatzierungen (Jahr, Titel, Album, Platzierungen, Wochen, Auszeichnungen, Anmerkungen) | Höchstplatzierung, Gesamtwochen, AuszeichnungChartplatzierungen (Jahr, Titel, Album, Platzierungen, Wochen, Auszeichnungen, Anmerkungen) | Anmerkungen |
| Jahr | Titel Album                       | FR | BEW | Anmerkungen |
| ---- | --------------------------------- | --- | --- | ----------- |
| 1984 | Phantasmes                        | FR42 (5 Wo.)FR | — |             |
| 1992 | Éteins la lumière Sentinelles     | FR18 (14 Wo.)FR | — |             |
| 2001 | Personne n’est parfait            | FR87 (2 Wo.)FR | — |             |
| 2001 | À ma place Personne n’est parfait | FR4 Gold · (32 Wo.)FR | BEW1 (25 Wo.)BEW | mit Zazie   |
| 2001 | Mens-moi Personne n’est parfait   | FR80 (9 Wo.)FR | — |             |

grau schraffiert: keine Chartdaten aus diesem Jahr verfügbar
Weitere Singles
- Cargo (1983)
- Jessy